# Gustav Richter
Gustav Richter, född den 19 november 1912 i Stadtprozelten, var en tysk jurist och Sturmbannführer. Han var under andra världskriget Adolf Eichmanns rådgivare i judiska frågor i Bukarest.
Richter utlämnades i augusti 1944 till Röda armén och internerades. Han frisläpptes år 1955. Landgericht Frankenthal dömde år 1982 Richter till fyra års fängelse för hans delaktighet i deportationen av rumänska judar.
Richter satt under en tid i samma cell som Raoul Wallenberg i det beryktade Lubjankafängelset dit Wallenberg fördes den 6 februari 1945 efter att Röda armén transporterat honom från Ungern, genom Rumänien, till Moskva.